# غويلرمو بينيتيز
غويلرمو بينيتيز (بالإسبانية: Guillermo Benítez) هو لاعب كرة قدم أرجنتيني وباراغواياني في مركز ظهير ‏، ولد في 8 ديسمبر 1993 في بوينس آيرس في الأرجنتين. لعب مع أرجنتينوس جونيورز.

## وصلات خارجية
- غويلرمو بينيتيز على موقع قاعدة بيانات كرة القدم.إي يو (الإنجليزية)
- غويلرمو بينيتيز على موقع Soccerway.com (الإنجليزية)